# Молібдит
Молібдит (рос. молибдит; англ. molybdite; нім. Molybdit m) – мінерал, природна мінеральна форма триоксиду молібдену MoO3.

## Загальний опис
- 1) Оксид молібдену MoO3. Містить 66,66 % Mo.

Сингонія ромбічна. Ромбодипірамідальний вид. Утворює землисті, волокнисті, променисті агрегати, дрібні кристали, нальоти, примазки, вицвіти. Густина 4,5. Твердість 1-2. Спайність досконала. Колір жовтий. Блиск алмазний. Прозорий. Зустрічається в зоні окиснення молібденових руд. Продукт гідротермальної або гіпергенної зміни молібденіту.
Відомий у родовищі Крупка (Чехія), Буена-Віста, Клаймакс (штат Колорадо, США), у Забайкаллі (Росія). (Названий за складом — J.F.A. Breithaupt, 1858).
Синоніми: молібденова вохра.
- 2) Феримолібдит.